# Лыжные гонки на зимних Азиатских играх 2011
Лыжные гонки на зимних Азиатских играх 2011 — соревнования по лыжным гонкам, которые прошли в рамках зимних Азиатских игр 2011 года на стадионе «Алатау».
В соревнованиях участвовали спортсмены из стран — членов Олимпийского совета Азии.
Было разыграно 12 комплектов медалей, по 6 у мужчин и женщин.

## Результаты соревнований
| Гонка | Женщины | Мужчины |
| --- | --- | --- |
| Спринт (классический ход) 1. 31 января 2011 Женщины: 1,2 км 2. 31 января 2011 Мужчины: 1,6 км            | Мадока Нацуми 3:35.2 Елена Коломина 3:35.2 Оксана Яцкая 3:41.1 Финишный протокол | Алексей Полторанин 3:59.9 Николай Чеботько 4:00.0 Юити Онда 4:02.5 Финишный протокол |
| Командный спринт 1. 1 февраля 2011 Женщины: 1,2 км 2. 1 февраля 2011 Мужчины: 1,6 км                     | Елена Коломина, Оксана Яцкая 20:39.9 Мань Даньдань, Ли Хунсюэ 21:16.4 Наоко Омори, Юки Кобаяси 21:34.4 Финишный протокол | Алексей Полторанин, Николай Чеботько 22:46.2 Масая Кимура, Нобу Нарусэ 22:59.2 Пак Пёнчу, Чон Ыймён 24:34.9 Финишный протокол |
| Индивидуальная гонка (свободный ход) 1. 2 февраля 2011 Женщины: 10 км 2. 2 февраля 2011 Мужчины: 15 км   | Ли Чхэ Вон 36:34.6 Масако Исида 37:15.8 Юки Кобаяси 37:15.9 Финишный протокол | Кэйсин Ёсида 49:31.0 Нобу Нарусэ 49:58.5 Николай Чеботько 51:30.1 Финишный протокол |
| Индивидуальная гонка (классический ход) 1. 3 февраля 2011 Женщины: 5 км 2. 3 февраля 2011 Мужчины: 10 км | Масако Исида 16:10.3 Мадока Нацуми 16:48.6 Ли Хунсюэ 17:12.1 Финишный протокол | Кэйсин Ёсида 29:39.2 Николай Чеботько 30:22.7 Алексей Полторанин 30:29.0 Финишный протокол |
| Эстафета 1. 5 февраля 2011 Женщины: 4х5 км 2. 5 февраля 2011 Мужчины: 4х10 км                            | Казахстан 1:01:45.1 (Елена Коломина, Оксана Яцкая, Анастасия Слонова, Светлана Малахова-Шишкина) Япония 1:02:38.1 (Мадока Нацуми, Масако Исида, Юки Кобаяси, Митико Касивабара) Китай 1:05:34.8 (Мань Даньдань, Ли Хунсюэ, Ли Синь, Лю Юаньюань) Финишный протокол | Казахстан 1:54:40.9 (Сергей Черепанов, Алексей Полторанин, Николай Чеботько, Евгений Величко) Япония 1:57:45.6 (Кохэй Симидзу, Кэйсин Ёсида, Масая Кимура, Нобу Нарусэ) Республика Корея 2:08:07.4 (Лим Ыйкю, Ха Тхэпок, Ли Чонкиль, Пак Пёнчу) Финишный протокол |
| Масс-старт (классический ход) 1. 6 февраля 2011 Женщины: 15 км 2. 6 февраля 2011 Мужчины: 30 км          | Масако Исида 45:45.3 Елена Коломина 46:31.1 Светлана Малахова-Шишкина 46:33.5 Финишный протокол | Алексей Полторанин 1:24:49.0 Сергей Черепанов 1:24:49.5 Кэйсин Ёсида 1:25:14.0 Финишный протокол |

## Медальный зачёт в лыжных гонках
| Место | Страна           |   |   |   | Всего |
| ----- | ---------------- | - | - | - | ----- |
| 1     | Казахстан        | 6 | 5 | 4 | 15    |
| 2     | Япония           | 5 | 6 | 4 | 15    |
| 3     | Республика Корея | 1 | 0 | 2 | 3     |
| 4     | Китай            | 0 | 1 | 2 | 3     |